# Формграббер
Формграббер (от англ. form grabbing — захват формы) — шпионская программа, служит для перехвата введённых паролей и логинов. Механизм заполнения формы (с клавиатуры, перетаскиванием, копированием, автоматически средствами браузера) не влияет на работу формграббера. Перехват данных не изменяет функционирование основной системы, введённая пользователем информация корректно передаётся и обрабатывается.

## История
Первые формграбберы появились в 2003 году с Trojan Berbew. На 2009 год до 90% всех краж паролей троянами приходится на версии с функцией формграббера.

## Принцип действия
В отличие от кейлогеров, формграббер не ведёт наблюдения за действиями пользователя. Такая программа скрытно перечисляет все окна класса «Edit» и проверяет наличие стиля «ES_PASSWORD (&H20)» у окна или специального именования. Имеющиеся в окне данные копируются в лог или отправляются злоумышленнику.
При работе с браузерами для кражи паролей из web-форм формграббер перечисляет все поля для ввода текстовой информации на web странице (примерно так работают программы автозаполнения форм), и найдя значимое поле (например, с типом «password») копирует содержащуюся в нём информацию.
Формграббер может перехватывать данные, отсылаемые на сервер формами после их заполнения. Такой подход менее зависим от типа используемого браузера или почтового клиента, но перехват для защищённых соединений может оказаться неудачным.

## Защита
Обнаружение формграббера на компьютере может быть затруднено, так как используются обычные системные функции работы с окнами. Передаче украденной информации может препятствовать файервол, который не даст незнакомому приложению отправить данные в сеть.
Кроме того, отправка конфиденциальных данных третьим лицам или администраторам веб-сайтов может быть настроена на стороне сервера (например, в результате злонамеренных действий владельцев ресурса или заражения вирусом). В таком случае посетителю сайта обнаружить утечку и противостоять ей, возможно, не удастся вовсе.
Особенность архитектуры браузера Internet Explorer любых версий позволяет сторонним программам обращаться к любому элементу веб-страницы, которая открыта в этом браузере. Браузеры Opera и Firefox позволяют получить доступ к элементу открытой веб-страницы лишь установленным непосредственно в сам браузер расширениям (плагинам).